# Đorđe Šušnjar
Đorđe Šušnjar (in serbo Ђорђе Шушњар?; Ruma, 18 febbraio 1992) è un calciatore serbo con cittadinanza montenegrina, attaccante del Mladost GAT.